# Арбереши

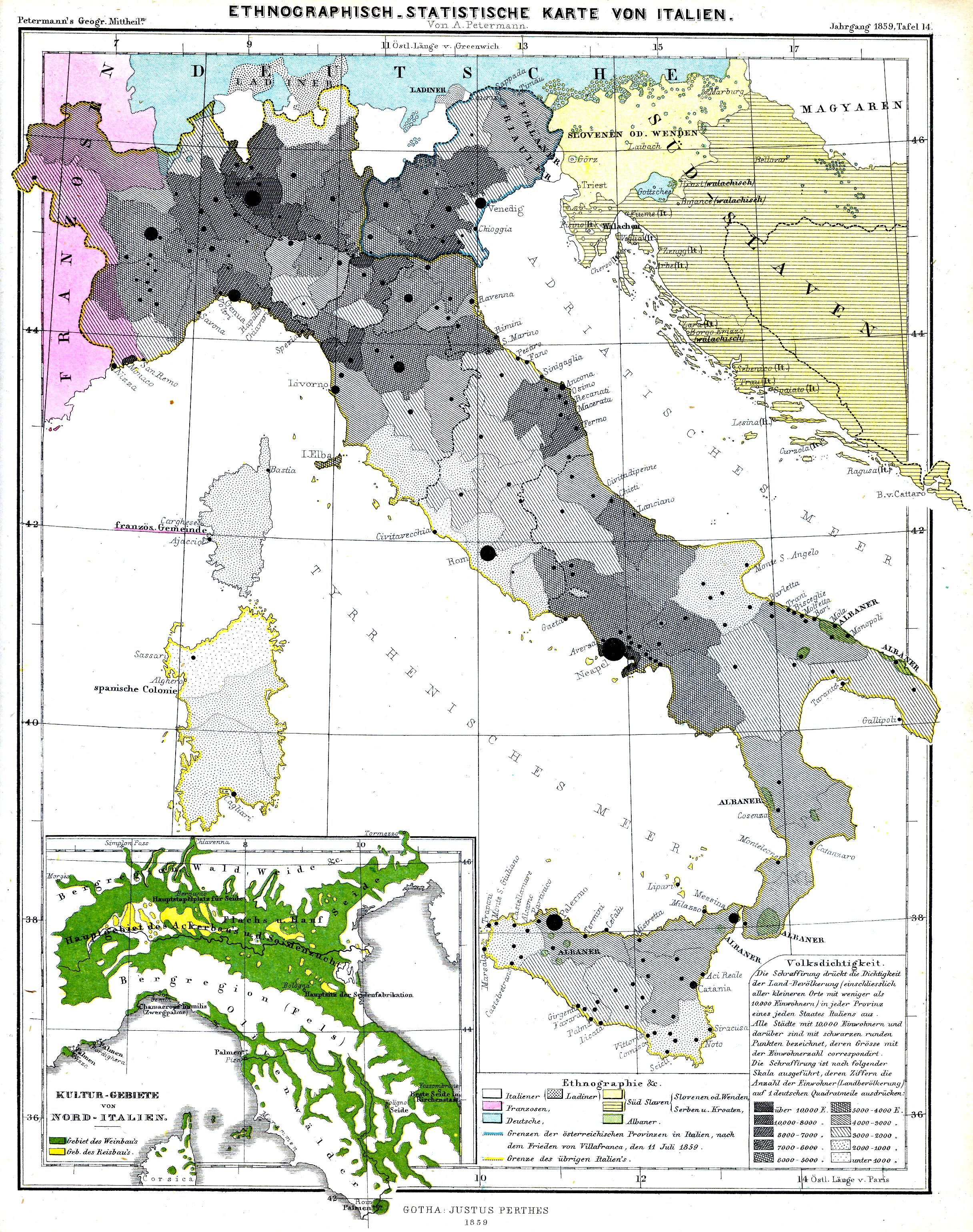
Этнографическая карта 1859 г., показывающая албанское заселение разных частей Южной Италии.

Арбереши, или Итало-албанцы (алб. Arbëreshët, итал. Arbereschi, сиц. Arbanisi) — одна из двух крупных субэтнических эксклавных групп албанского (иллирийского) происхождения, в Средние века выделившаяся из собственно албанского этноса Балкан. Похожую историю имеют и арнауты — члены другой эксклавной группы албанцев. Современные арбереши проживают в основном в сельской местности Итальянской Республики, особенно на юге страны (Южная Италия и Сицилия). По вероисповеданию — католики. Общая численность людей, сохраняющих арберешское самосознание — от 40 до 80 тыс. человек (2008 год, оценка). Общее число людей в Италии, имеющих полное или частичное арберешско-албанское происхождение — свыше 2 млн человек, в основном на юге страны и в крупных городах. Родной — арберешский язык, основная масса двуязычна, использует итальянский язык, а также его региональные диалекты.

## История
В XIII—XVI веках из-за бурных политических событий на Балканах, главные из которых — крестовые походы, ослабление православной Византийской империи и становление мусульманской Османской империи, из албанского этноса в ходе сложных миграционных процессов выделились две крупные субэтнические эксклавные группы, постепенно развившиеся в самостоятельные народы и в настоящее время слабо связанные со своей исторической родиной. К ним относятся:
- Арнауты — православные албанцы Греции (Пелопоннес, Аттика, Беотия, Афины, острова Эвбея, Андрос и др.) Родной — арнаутский язык, большинство уже сильно затронула эллинизация.
- Арбереши появляются несколько позднее. Их миграция в Италию приходится в основном на XIV—XVII века. Падение Константинополя в 1453 году, восстание Скандербега и постепенная исламизация албанцев, с которой некоторые не желали мириться, послужили толчком к эмиграции в Италию. Особенно склонны к переезду были албанцы-страдиоты (венецианские наёмники) и арнауты, постоянно контактировавшие с итальянским языком и культурой в Латинской империи. В Италии большинство переходит из православия в католичество с сохранением византийского обряда (см. Итало-албанская католическая церковь).

## Традиции
Основная масса албанцев селится в сельской местности регионов — Южная Италия и Сицилия. На протяжении столетий сельские арбереши бережно хранят свои традиции, язык и культуру. Большинство их потомков, переселившихся в города, однако, сильно затронула итальянизация. О давнем присутствии арберешей в Италии свидетельствует и двуязычная (итальяно-албанская) топонимика многих селений региона. Арберешский язык ныне используется в основном в домашнем обиходе. На общенациональном уровне его статус не закреплён в конституции страны, однако на региональном он имеет некоторое довольно ограниченное, но официально признанное употребление.
Характерная черта обеих субэтнических групп — их архаичное самоназвание (эндоэтноним), которое сохраняет ранее преобладавший во всём албаноязычном ареале романский по происхождению корень «алб» (видоизменённые арб, арв) из лат. албус «белый». В самой Албании позднее уже в новое время получило распространение самоназвание «шкип» (shqip), от алб. «понятный», «тот кого можно понять».